# Tứ tấu đàn dây Marmen
Tứ tấu đàn dây Marmen là một tứ tấu đàn dây có trụ sở hoạt động chủ yếu tại Vương quốc Anh, với các thành viên là nghệ sĩ vĩ cầm Johannes Marmen, Laia Valentin Braun, nghệ sĩ viola Bryony Gibson-Cornish và nghệ sĩ cello Sinéad O'Halloran.
Nhóm tứ tấu Marmen được thành lập vào năm 2013 bởi Johannes Marmen và Ricky Gore, nghệ sĩ vĩ cầm tại Đại học Âm nhạc Hoàng gia ở London.  Ban đầu thành lập, nghệ sĩ cello của nhóm nhạc này là Steffan Morris. Năm 2019, họ đã giành được Giải thưởng lớn tại Cuộc thi Tứ tấu Đàn dây Quốc tế Bordeaux, do nghệ sĩ cello Alain Meunier tổ chức. Trong cùng năm đó, họ tiếp tục giành được giải Nhất chung cuộc tại Cuộc thi Tứ tấu dây Quốc tế Banff, tại đây họ cũng được trao giải Haydn và giải thưởng Ủy ban Canada.
Nhóm tứ tấu Marmen đã trình diễn khắp Vương quốc Anh và Châu Âu. Sau khi thực hiện các biện pháp phòng ngừa y tế liên quan đến COVID-19, nhóm tứ tấu đã có các buổi biểu diễn trực tiếp trong tháng 9 năm 2020 tại Heidelberg, Wolfenbüttel, Leipzig ở Đức và tại Schloss Esterházy, Eisenstadt, Áo. Các buổi hòa nhạc của họ tiếp tục được diễn ra từ tháng 7, tháng 8 năm 2021 bao gồm buổi biểu diễn ra mắt công chúng đầu tiên của nhóm nhạc trong các buổi hòa nhạc BBC Promenade tại Khán phòng Cadogan và trong Festival International de Quatuors à Cordes du Luberon tại nhà thờ Thánh Sebastian ở Goult, Provence.